# Circondario dell'Ortenau
Il circondario dell'Ortenau (in tedesco Ortenaukreis) è uno dei circondari dello stato tedesco del Baden-Württemberg.
Fa parte del distretto governativo di Friburgo in Brisgovia.

## Città e comuni
(Abitanti il 31 dicembre 2022)
| Grandi città circondariali 1. Achern (26 471) 2. Kehl (38 154) 3. Lahr/Schwarzwald (49 074) 4. Oberkirch (20 092) 5. Offenburg (61 670) Città 1. Ettenheim (13 871) 2. Gengenbach (11 116) 3. Haslach im Kinzigtal (7 202) 4. Hausach (5 788) 5. Hornberg (4 271) 6. Mahlberg (5 361) 7. Oppenau (4 936) 8. Renchen (7 433) 9. Rheinau (11 343) 10. Wolfach (5 688) 11. Zell am Harmersbach (8 227) | Comuni 1. Appenweier (10 320) 2. Bad Peterstal-Griesbach (2 795) 3. Berghaupten (2 525) 4. Biberach (3 750) 5. Durbach (4 063) 6. Fischerbach (1 766) 7. Friesenheim (13 876) 8. Gutach (Baden-Württemberg) (2 334) 9. Hofstetten (1 798) 10. Hohberg (8 331) 11. Kappel-Grafenhausen (5 281) 12. Kappelrodeck (6 176) 13. Kippenheim (5 635) 14. Lauf (3 987) 15. Lautenbach (1 986) 16. Meißenheim (4 066) 17. Mühlenbach (1 674) 18. Neuried (10 049) 19. Nordrach (1 949) 20. Oberharmersbach (2 489) 21. Oberwolfach (2 578) 22. Ohlsbach (3 382) 23. Ortenberg (3 457) 24. Ottenhöfen im Schwarzwald (3 217) 25. Ringsheim (2 525) 26. Rust (5 002) 27. Sasbach (5 404) 28. Sasbachwalden (2 604) 29. Schuttertal (3 181) 30. Schutterwald (7 331) 31. Schwanau (7 235) 32. Seebach (1 436) 33. Seelbach (4 930) 34. Steinach (3 992) 35. Willstätt (10 064) Territorio extracomunale 1. Gemeindefreier Grundbesitz Rheinau (disabitato) |